# لي جي اون
لي جي اون (بالكورية: 이지은)‏ (28 أغسطس 1971 - 8 مارس 2021) كانت ممثلة وعارضة أزياء كورية جنوبية.

## روابط خارجية
- لي جي اون على موقع IMDb (الإنجليزية)
- لي جي اون على موقع قاعدة بيانات الفيلم (الإنجليزية)
- لي جي اون على موقع كينوبويسك (الروسية)

لم يتم العثور على روابط لمواقع التواصل الاجتماعي.